# Careta

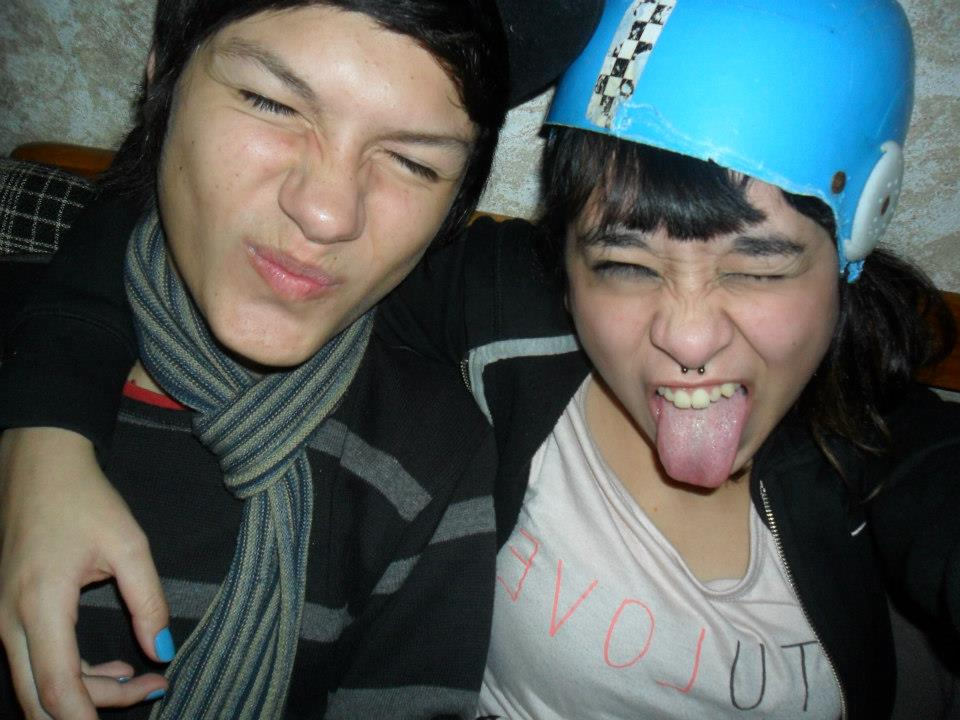
Caretas

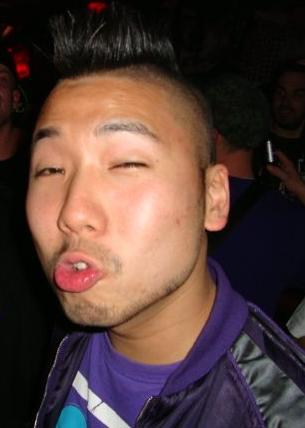

Careta (o diminutivo de cara, rosto, face) é um conjunto de expressões faciais com objetivo de provocar o riso em quem as vê. São incontáveis as formas de se fazer caretas: esticando os lábios, arreganhando os dentes e os olhos, ficando vesgo (olhando para o nariz), franzindo a testa, inflando as bochechas, etc.
As caretas antigamente eram muito mal vistas, pois eram consideradas desrespeito contra os mais velhos, normalmente alvo de tais expressões, feitas por crianças mal-criadas.
Muitos atores e piadistas se notabilizaram pela reputação de careteiros: Jim Carrey, Costinha, Carlos Villagrán, Márvio Lúcio, Rodela, etc.
A expressão "careta" também é utilizada, tanto em Portugal quanto no Brasil, como adjetivo comum de dois gêneros para designar uma pessoa que não consome drogas ou não bebe álcool em quantidade suficiente para agradar ao grupo ou à pessoa que lança o repto.
No Brasil, é de costume celebrar-se o Dia Nacional da Careta no dia 25 de Agosto.

## Campeonatos
No Reino Unido, existe o Campeonato Mundial de Caretas (The World Gurning Championship), que é disputado anualmente, numa Feira que se realiza desde 1267, apesar da data do concurso ser provavelmente posterior. Nele, os competidores devem se apresentar para a platéia, fazendo suas melhores caretas e usando uma espécie de coleira para cavalos.